# Diaboliko
Diaboliko è il quarto album dei Moravagine, prima del definitivo scioglimento del gruppo.

## Tracce
1. Introduzione – 0:41
2. Aria – 2:49
3. Diabolika – 3:00
4. L'elisir dell'inganno – 1:51
5. Domenica – 2:29
6. Così come sei – 2:38
7. 2002 – 2:42
8. Diversivo – 2:09
9. Psyco atelier – 2:48
10. Miss babylonia e l'uomo nero – 2:32
11. Velazco – 2:47
12. Un altro giorno – 3:20
13. The pogo acoustic show – 5:17

## Formazione
- Sbruffone (Tony Cavaliere) – batteria
- Houselong (Andrea Pegoraro) – chitarra, voce
- Page (Alessandro Andolfo) – chitarra
- Pablo (Paolo Bertoncello) – voce
- Geboh (Daniele) – basso